# 蒂莫·沃伦索拉
蒂莫·沃伦索拉（芬蘭語：Timo Vuorensola；1979年11月29日—）是一名芬兰电影导演和演员。作品有《星屁迷航》系列和《钢铁苍穹》（2012年）。他也是Älymystö乐队的主唱和创始人之一。

## 电影作品
- 1996：Star Wreck IV: The Kilpailu
- 1997：Star Wreck V: Lost Contact
- 2005：星屁迷航：皮尔金时代（英语：Star Wreck: In the Pirkinning）
- 2012：钢铁苍穹（Iron Sky）
- 2019：钢铁苍穹2：即临种族（Iron Sky: The Coming Race）
- 2022: 毛骨悚然：惡魔重生（Jeepers Creepers: Reborn）